# Burg Tarascon
Die Burg Tarascon, auch Schloss Tarascon, französisch Château de Tarascon oder Château du roi René („Schloss des Königs René“), ist eine spätmittelalterliche Burg aus der ersten Hälfte des 15. Jahrhunderts in der provenzalischen Stadt Tarascon im Département Bouches-du-Rhône. Sie liegt am linken Ufer der Rhone. Wegen ihrer Architektur, ihrer Lage und ihres guten Erhaltungszustands gilt sie als eine der schönsten mittelalterlichen Burgen Frankreichs.

## Lage und Umgebung

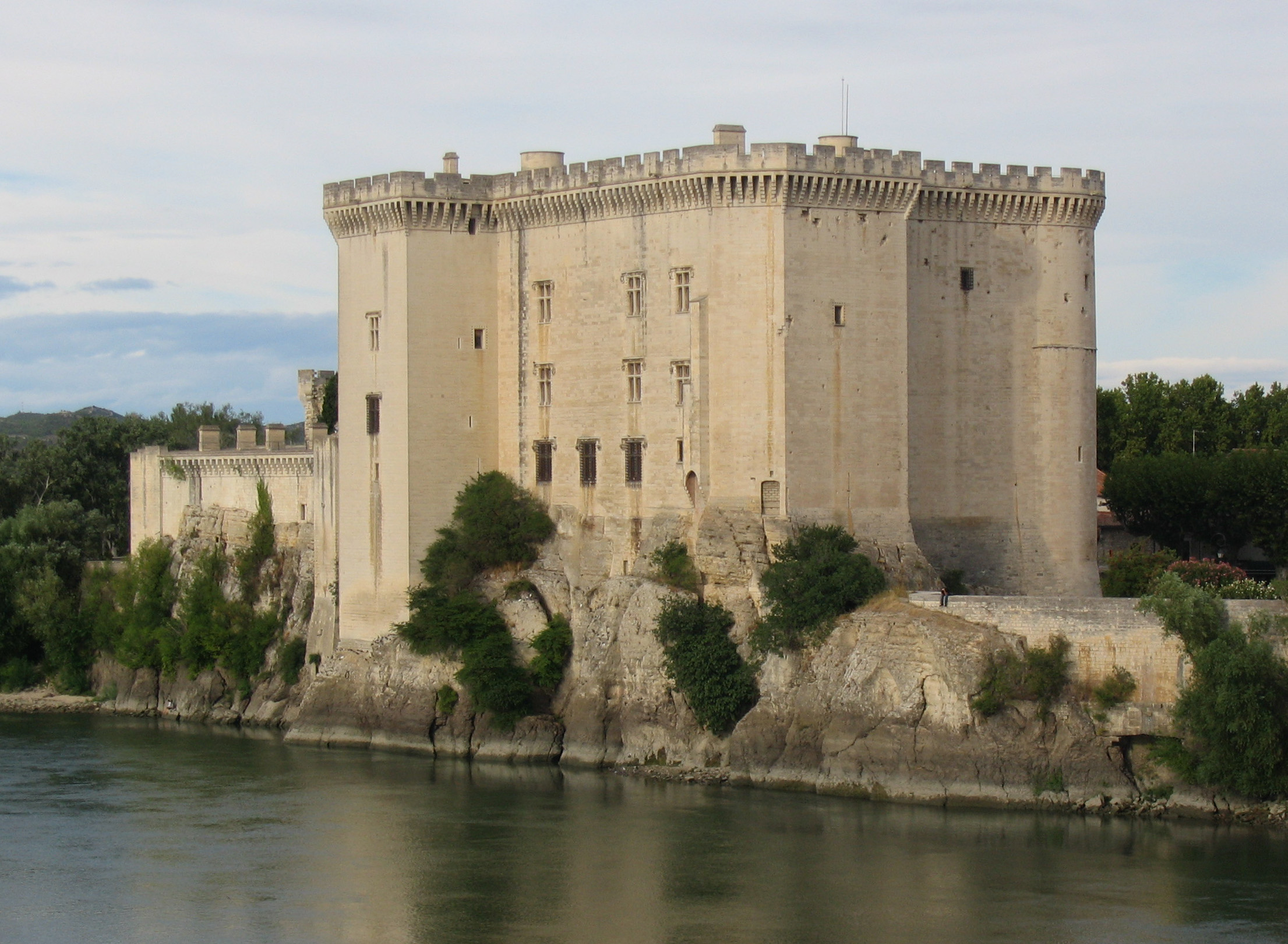
Ansicht von Südwesten von der Rhone aus

Die Burg liegt unmittelbar am linken, d. h. östlichen Ufer der Rhone, die an dieser Stelle im Wesentlichen von Norden nach Süden fließt und die Stadt Tarascon nach Westen begrenzt. Bis 1481 bildete der Fluss auch die politische Grenze zwischen dem zum Königreich Frankreich gehörenden Languedoc und der Grafschaft Provence, die dem Heiligen Römischen Reich angehörte. Die Burg liegt am Nordwestende der Tarasconer Altstadt, etwa auf halbem Weg zwischen den ebenfalls an der Rhone gelegenen Städten Avignon im Norden und Arles im Süden, auf einem das umgebende Gelände nur wenig überragenden Felsen. Auf der westlichen, zum Languedoc gehörenden Rhoneseite liegt ihr die auf einem bewaldeten Hügel gelegene Burgruine von Beaucaire gegenüber. Mit etwa 45 Meter Höhe (nach anderen Angaben 48 m) dominiert die Burg die Umgebung und war lange Zeit das höchste Gebäude in der Landschaft nördlich des etwa 16 km entfernten Arles. Erst der zu Anfang des 21. Jahrhunderts errichtete Turm des Komplexes LUMA Arles des Architekten Frank Gehry nahm ihr diesen Status.

## Architektur, Konstruktion und Daten

Grundriss. 1: Eingangshof; 2: Brücke; Hauptburg: 3: Innenhof; 4: Treppenturm; 5: Donjon; 6: Uhrturm; 7: Kapellenturm; 8: Große Kapelle; 9: Kapelle der Kirchensänger; 10: Südwestturm; 11: Brotkammer; 12: Festsaal; 13: Artillerieturm; Vorburg: 14: Empfang; 15: Speisekammer; 16: Weinkammer; 17: Brotkammer; 18: Saucerie; 19: Obstkammer; 20: Hof der Vorburg; 21: Marienturm; 22: Wehrturm; 23: Treppenturm des Wehrgangs.

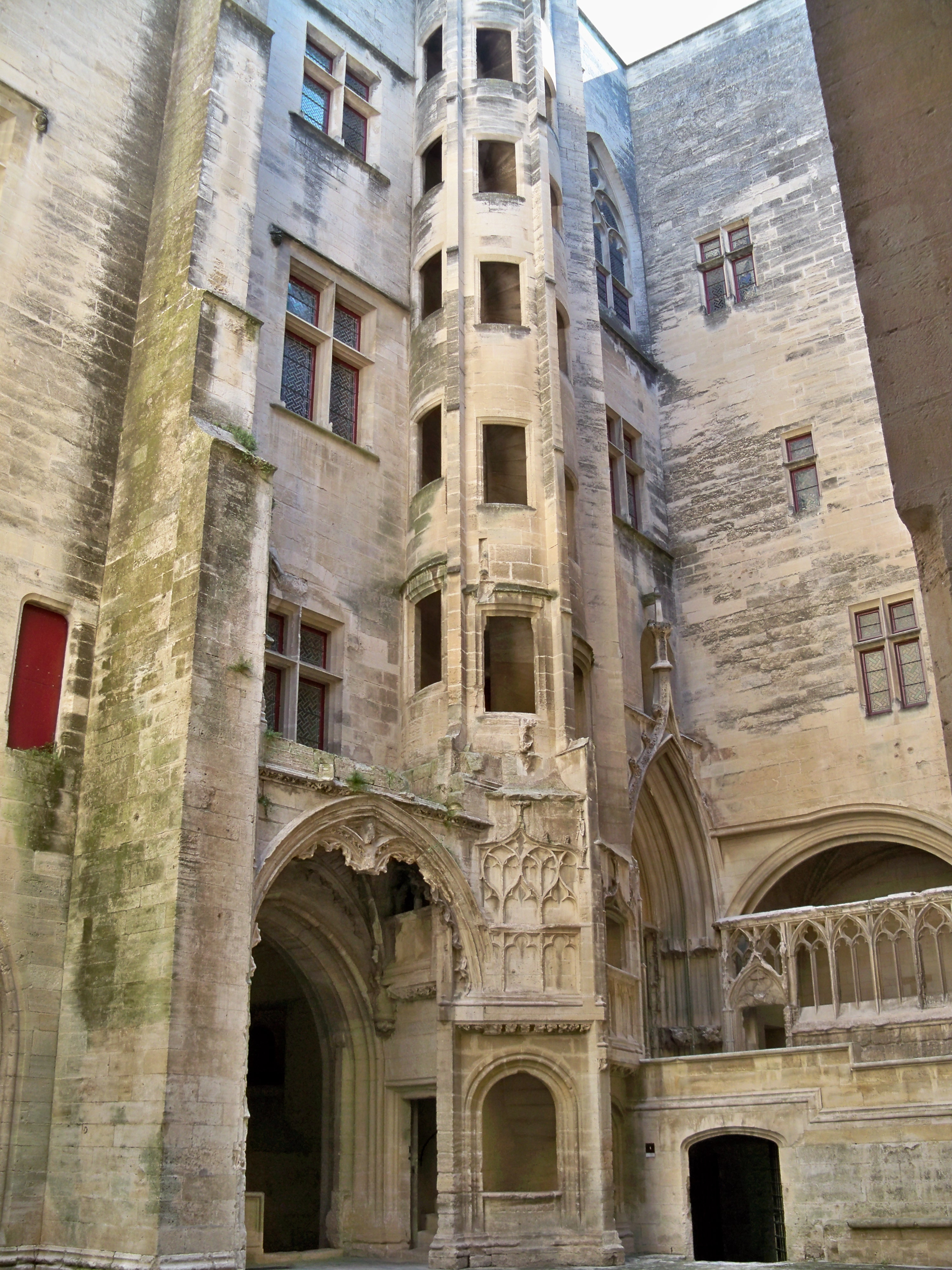
Treppenturm im Innenhof der Hauptburg

Die Burg vereint Stilelemente der Gotik mit solchen der Renaissance. Ihr Grundriss misst ohne den umgebenden Graben etwa 100 m in Nord-Süd-Richtung und 40 m in Ost-West-Richtung.
Das Bauwerk besteht aus zwei baulich weitgehend unabhängigen Teilen: der Hauptburg im Süden und der nördlich von ihr gelegenen Vorburg.

### Hauptburg
Die Hauptburg hat einen näherungsweise quadratischen Grundriss. Sie beherbergt die herrschaftlichen Unterkünfte mit einem Palas im der Rhone zugewandten Westflügel und dem Schlafgemach des Fürsten im Südwestturm. Im Südosteck der Hauptburg befindet sich eine Doppelkapelle. An jeder ihrer vier Ecken wird die Hauptburg von einem Turm begrenzt. Die beiden stadtseitigen Türme sind rund, die flussseitigen viereckig. Der nördliche der flussseitigen Türme steht zu drei Seiten frei und wurde als Artillerieturm genutzt. Der stadtseitige Turm im Nordosten ist weitgehend freistehend und diente als Uhrturm. Nach Norden wird die Hauptburg von einem zwischen Artillerieturm und Uhrturm befindlichen Donjon begrenzt, in dem sich auch der Eingang befindet und durch den man in den Innenhof gelangt. An dessen Ostseite gestattet ein polygonaler Treppenturm den Zugang zu den oberen Stockwerken.
Der massive und imposante Charakter der Hauptburg, deren bauliche Gestalt nach dem Vorbild der Bastille konzipiert wurde, wird unterstrichen durch die einheitliche Höhe ihrer Gebäudeteile und -flügel, die ebenso hoch aufragen wie die Türme. Das Dach ist flach und begehbar und von einer umlaufenden, vorkragenden Brustwehr mit Zinnenkranz eingefasst.

### Vorburg
Im Norden des Burgkomplexes befindet sich die Vorburg, deren Westflanke von Wirtschaftsgebäuden begrenzt wird. Die der Stadt zugewandte Ostseite der Vorburg wird von einer Mauer mit Wehrgang und drei Wehrtürmen geschützt.

### Graben
Nach Süden und Osten wird die gesamte Burg von einem breiten Burggraben begrenzt, über den eine zwischen Vor- und Kernburg gelegene Brücke (früher als Zugbrücke ausgeführt) den Zugang zum Gebäudekomplex bildet.

## Entstehungsgeschichte
Bereits in der Antike befand sich an der Stelle ein römisches Militärlager. Ein hochmittelalterlicher Vorgängerbau der heutigen Burg wurde 1399 von Raimond de Turenne zerstört.
Ludwig II. (1377–1417), Herzog von Anjou, und Jolanthe von Aragón (1379–1442), Tochter des Königs Johann I. von Aragon, heirateten im Jahr 1400; im Herbst desselben Jahres begannen sie den Neuaufbau des ersten, dem Fluss zugewandten Teils der heutigen Burg, der 1411 beendet wurde. Ihr Sohn Ludwig III. (1403–1434) ließ zwischen 1429 und 1435 den der Stadt zugewandten Teil errichten. Architekt war Jean Robert, Baumeister des Fürsten.
Nach dem Tod Ludwigs III. fielen das Schloss und die Grafschaft Provence an dessen jüngeren Bruder René I. (1409–1480), genannt „der gute König“, Herzog von Anjou und Lothringen und König von Neapel. Er übernahm das Gebäude im Wesentlichen in dessen heutigem Zustand, veranlasste lediglich kleinere bauliche Veränderungen und verfeinerte insbesondere die Inneneinrichtung.

## Geschichte und Verwendung

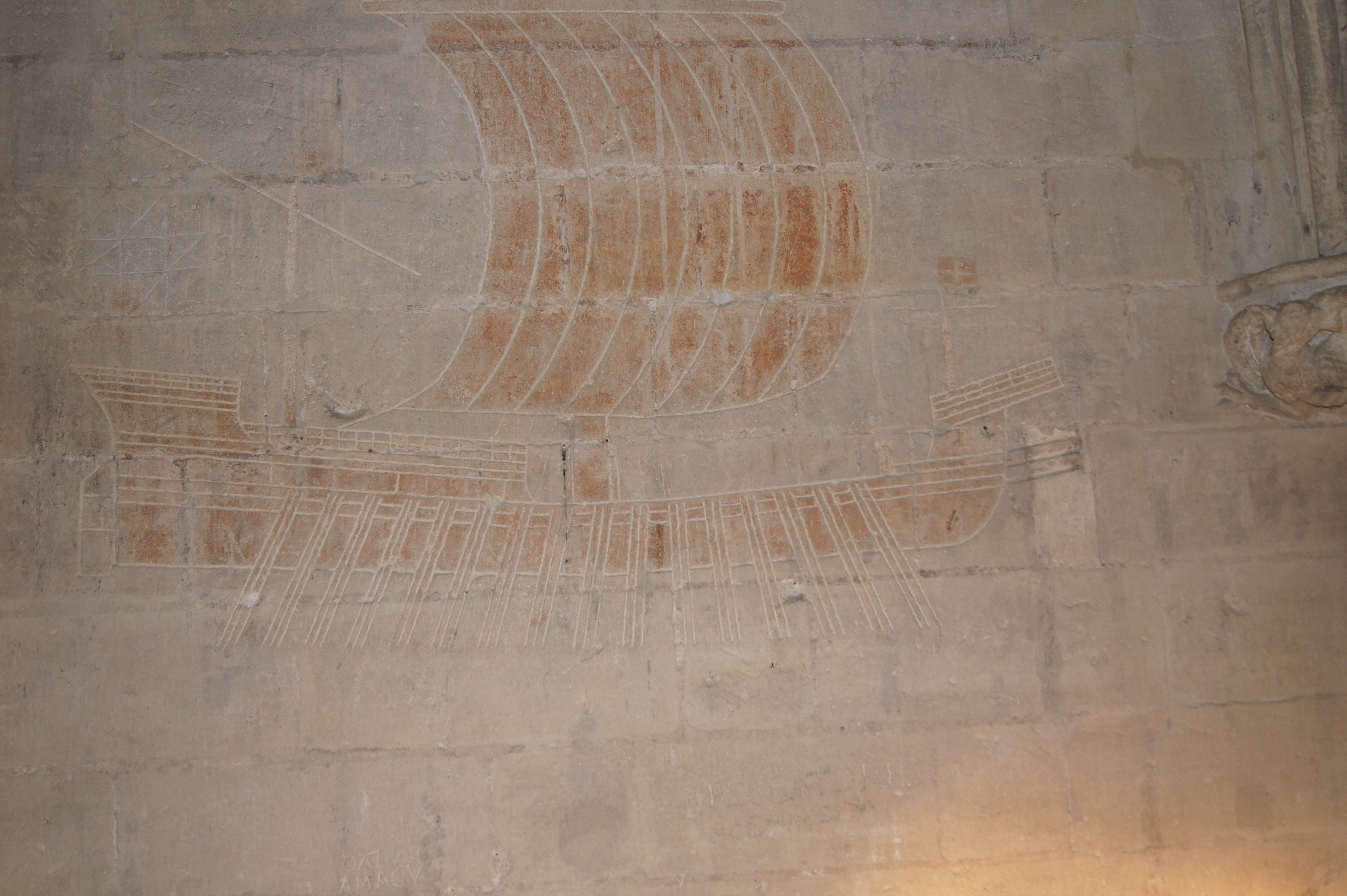
Graffito einer Galeere, gefertigt von einem Häftling

Die Burg diente den Grafen der Provence als Residenz. René I. hielt sich oft dort auf und nutzte das Gebäude auch umfassend zu repräsentativen Zwecken. Von Anbeginn diente es allerdings auch als Gefängnis. So war 1480 ein katalanischer Anhänger des Königs von Aragon, eines politischen Gegners von René I., dort inhaftiert. In die Wände zweier Kerkerzellen ritzte er außergewöhnlich hochwertige Graffiti von Kriegs- und Handelsschiffen sowie anderen Motiven religiöser sowie profaner Natur.
Besonders intensiv als Gefängnis genutzt wurde die Burg zwischen 1642 und 1926. Die Räume wurden in Einzelzellen oder Zellen für mehrere Gefangene umgebaut. Während der Französischen Revolution wurden dort nach dem Sturz Robespierres 1795 Anhänger von diesem hingerichtet.
Aus der langen Nutzungszeit des Bauwerks als Gefängnis sind auch hunderte Graffiti aus dem 17. und 18. Jahrhundert erhalten, die von spanischen Soldaten, britischen und niederländischen Matrosen in die Wände geritzt wurden und von den Kriegen dieser Epochen zeugen.
1840 wurde die Burg unter Denkmalschutz gestellt. Seit 1933 kann sie besichtigt werden. 2008 ging sie in das Eigentum der Gemeinde Tarascon über.
Seit 2009 beherbergt die Burg, die seither den Namenszusatz Centre d’art René d’Anjou („Kunstzentrum René von Anjou“) führt, eine Ausstellung zeitgenössischer Kunst mit Bezug zur lokalen Sage von der Tarasque, einem Ungeheuer, das von der Heiligen Martha besiegt worden sein soll. Es werden unter anderem Auftragswerke von Christian Lacroix, Françoise Pétrovitch, Christian Gonzenbach und Dominique Angel gezeigt.